# Zinapécuaro (kommun)
Zinapécuaro är en kommun i Mexiko.   Den ligger i delstaten Michoacán de Ocampo, i den södra delen av landet, 180 km väster om huvudstaden Mexico City.
Följande samhällen finns i Zinapécuaro:
- Zinapécuaro
- Queréndaro
- Bocaneo
- José María Morelos
- Santa Clara del Tule
- Francisco Villa
- San Miguel Taimeo
- San Ildefonso
- Heriberto Jara
- San Bartolomé Coro
- La Galera
- Taimeo el Chico
- San Joaquín Jaripeo
- Colonia de Coro
- Ojos de Agua
- San José Carpintero
- San Nicolás Simirao
- El Fresno
- Colonia Ejidal Eusebio Luna
- San Bernardo
- Santa Cruz
- El Potrero
- San Miguel las Palomas
- El Jaralillo
- El Salto
- El Jaral
- Los Guerreros
- El Colorado
- El Tico
- El Rocío
- El Zapote
- Los Trigos
- Colonia Pino Cerdón
- San José la Trasquila
- Los Gigantes
- La Venta del Capulín
- Cruz de Caminos